# 4-я сапёрная армия
4-я сапёрная армия — армия сапёров в вооружённых силах СССР во время Великой Отечественной войны.

## Формирование
Сформирована в октябре 1941 года в Приволжском военном округе в составе 8, 9, 10 и 11-й саперных бригад. Штаб армии располагался в Куйбышеве.
4 февраля 1942 года ГКО принял постановление № 1239сс, согласно которому управление армии и её сапёрные бригады расформировывались.

## Инженерные работы
Строила оборонительные сооружения в Чувашской и Татарской АССР, Куйбышевской области на рубеже Чебоксары — Казань — Ульяновск — Сызрань — Хвалынск, а также Казанский и Куйбышевский оборонительные обводы. 10-я и 11-я сапёрные бригады были привлечены к строительству завода «Шарикоподшипник» и авиационного завода на станции Безымянка в городе Куйбышеве.

## Командный состав
Командующие:
- комиссар госбезопасности 3-го ранга С.Н. Круглов (11 ноября 1941 г. — 18 января 1942 г.)
- генерал-лейтенант инженерных войск А.С. Гундоров (18 января 1942 г. — 21 февраля 1942 г.)
- майор госбезопасности Г.Д. Афанасьев (февраль 1942 г. — март 1942 г.)
- полковник М.А. Ковин (март 1942 г. — 26 мая 1942 г.)